# 真武庙 (北京玉钵胡同)
真武庙是位于中国北京市西城区玉钵胡同的一座道观。现已无存。

## 历史
真武庙位于西华门外的玉钵胡同内。该庙又称“玉钵庵”，因为元朝广寒殿内的“渎山大玉海”（玉瓮，现位于北海团城）曾流落该庙，被该庙道士当作腌咸菜缸。
中华人民共和国时期，该庙成为民居，2000年代被拆迁。